# 堀文子
堀 文子（ほり ふみこ、1918年7月2日 - 2019年2月5日）は、日本画家。東京市麹町区平河町（現・東京都千代田区麹町）生まれ。
洋画家の内海信彦は甥である。
アルビレックスチアリーダーズに2003年から2010年まで所属していた堀文子は、同姓同名の別人である。

## 来歴
永田町小学校（現・千代田区立麹町小学校）、東京府立第五高等女学校（現・都立富士高等学校）、女子美術専門学校師範科日本画部（現・女子美術大学芸術学部美術学科日本画専攻）を卒業。府立第五高等女学校時代に自宅近くで二・二六事件に遭遇した。
在学中の1939年に第2回新美術人協会展入選。1940年に女子美術専門学校を卒業し、新美術人協会会員。『キンダーブック』（フレーベル館）、『ふたば』などで挿画や装幀を描き生計を立てる。1952年、第2回上村松園賞受賞。
28歳の時に外交官の箕輪三郎と結婚するも、42歳の時に死別した。夫の死後、1961年から1963年にかけ世界放浪の旅へ出る。旅の中でアンフォルメル、シュルレアリスムの影響を離れ、日本画の持つ色彩や顔料の美しさに回帰する。
1967年に神奈川県大磯に転居。1972年、絵本『くるみ割り人形』で第9回国際絵本原画展でグラフィック賞を受賞。1974年創画会の結成に参画、同年多摩美術大学日本画科教授。その後、多摩美術大学客員教授として1999年まで日本画を指導した。
1981年に軽井沢にアトリエを構える。1987年にイタリアアレッツォにアトリエを構える。1992年にアレッツオ市で堀文子個展を開催。1995年にアマゾン川、マヤ遺跡・インカ遺跡へスケッチ旅行。1999年に創画会を退会。
2000年、82歳の時に幻の高山植物ブルーポピーを求め、ヒマラヤ山脈の高地を踏破（「アーティストたちの挑戦 ヒマラヤ 高き峰をもとめて 日本画家 堀文子」（NHK収録/放送、2000年）。2001年に解離性動脈瘤で倒れて以降、長期間の取材旅行に出かけられなくなったことから微生物に着目し、海中に生きる命をモチーフとする作品を発表するようになった。これらの作品は画文集や個展で発表された。
2011年に女子美術大学より名誉博士の称号を得る。2019年2月5日午前0時56分、心不全のため平塚市内の病院で死去。100歳没。
自然の中に存在する命や花鳥をモチーフとする作品を多く制作し「花の画家」と呼ばれた。専門の日本画の他、装幀、随筆でも多くの作品を発表した。神奈川県大磯町に在住していた（2012年時点）。

## 主な個展
- 堀文子展（名都美術館（1994年、2002年））
- 堀文子展（箱根成川美術館（1994年、2001年））
- 堀文子展（ニューオータニ美術館（2004年、2007年））
- 堀文子展（髙島屋（2007年））
- 堀文子展（ナカジマアート（1997年、1999年、2001年～2006年、2008年、2014年[8]）
- 堀文子特別展（香雪美術館（2010年））

## 主な著作
- 生きて死ぬ智慧 （柳澤桂子共著 小学館 2004年10月）
- ホルトの木の下で（幻戯書房、2007年）
- 対談集 ―堀文子 粋人に会う―（清流出版、2009年）
- ひとりで生きる 堀文子の言葉 （求龍堂 「生きる言葉」シリーズ 2010年2月）
- 堀文子美の旅人 画家のまなざしと心を追って 飯島幸永写真集 （実業之日本社 2010年4月）
- 老いて、若返る 人生、90歳からが面白い （日野原重明共著 小学館 2011年4月）
- 人生の達人・堀文子の生き方（中島良成共著 中央公論新社 2021年11月）黒柳徹子回想インタビューも収録
- 極上の流転　堀文子への旅（中央公論新社、2013年。中公文庫、2015年）評伝、巻末に対談

画文集
- 堀文子写生集 （マリア書房 1970年）
- みち （至光社 1972年）
- 堀文子写生集 （アート社出版 1976年）
- 日々去来 （絵と文 アート社出版 1980年9月）
- 花（JTB、1982年）
- 季（JTB、1984年）
- 径（JTB、1987年）
- トスカーナの花野　（JTB日本交通公社出版事業局 1991年7月）
- 愛の季節 堀文子・俵万智画歌集 （アートデイズ 1995年7月）
- 楽園幻想 （吉行和子 文 講談社 1997年5月）
- 南の華 堀文子画文集 （JTB 1998年4月）
- 時の刻印 堀文子画文集 （求龍堂 1999年11月）
- 命の軌跡 堀文子画文集 （ウインズ出版 2003年4月）
- 花のスケッチ帳（JTBパブリッシング、2007年）
- 命といふもの（小学館、2007年）
- 堀文子展 年月の記録スケッチ帳より （名都美術館、ニューオータニ美術館編 ニューオータニ美術館 2007年9月）
- トスカーナのスケッチ帳 （JTBパブリッシング 2008年3月）
- 堀文子画文集1999〜2009 （JTBパブリッシング 2009年12月）ISBN 978-4533076763
- 無心にして花を尋ね 堀文子画文集 命といふもの 第2集 （小学館 サライ・ブックス 2009年4月）ISBN 978-4093434355

## 主な受賞歴
- 新美術人協会展（第2回（1939年）
- 創作美術展奨励賞（第1回（1948年）、第2回（1949年）
- 上村松園賞（1952年）[4]
- 神奈川文化賞（第36回（1987年））[1]

## 主な作品収蔵
- 女子美術大学美術館
- 神奈川県立近代美術館
- 成川美術館
- 東京国立近代美術館
- 京セラ美術館
- 兵庫県立美術館
- 韮崎大村美術館

## 作品設置
- 福島空港ターミナルビル（作品名：「ユートピア」（陶板レリーフ））[2]

## テレビ出演番組
- ヒューマンドキュメンタリー「画家・堀文子 93歳の決意」（2011年9月19日、NHK、戸井十月との鼎談）
- こころの時代～宗教・人生～ シリーズ　私の戦後70年 「今、あの日々を思う」（2015年10月11日、NHK Eテレ）[9]